# Статистика и рекорды ФК «Барселона»

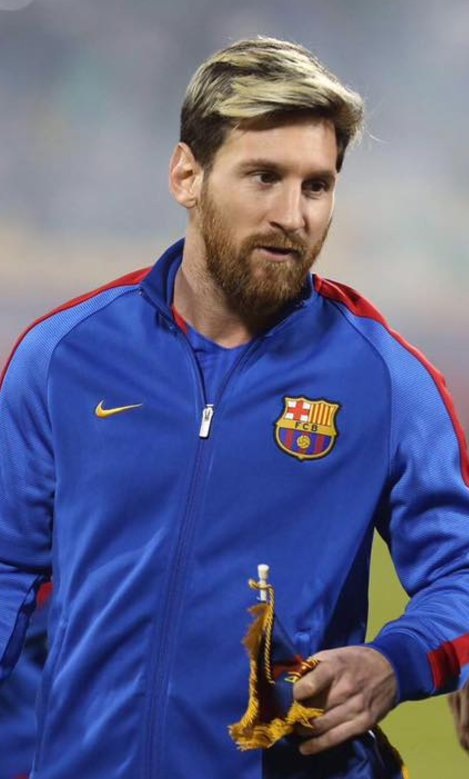
Лионель Месси — лучший бомбардир в истории ФК «Барселона» — 672 гола.
Также лучший бомбардир на клубном уровне - 695 голов.

Данный список посвящён статистике и рекордам футбольного клуба «Барселона». «Барселона» является испанским профессиональным футбольным клубом из Барселоны. Клуб был основан в 1899 году. Домашний стадион — «Спотифай Камп Ноу», открывшийся 24 сентября 1957 года, команда «Барселона» создавалась специально для игры на новом стадионе. В настоящее время «Барселона» выступает в высшем испанском дивизионе (Примера). Клуб ни разу не покидал высший испанский дивизион вместе с двумя другими клубами — Реал Мадрид и Атлетик Бильбао. Последние 25 лет клуб регулярно выступает в Лиге чемпионов УЕФА, где наивысшим достижением "Барселоны" являются победы в 1992, 2006, 2009, 2011 и 2015 годах.
Список содержит основную информацию о завоёванных клубом трофеях, его лучших бомбардирах и игроках с наибольшим количеством матчей, об итоговых достижениях во всех официальных соревнованиях и статистике тренерских карьер. Также приводятся списки крупнейших побед и поражений, рекордные трансферные суммы и др.
```
2009 году
 «Барселона» установила уникальное достижение, став единственным европейским клубом, который в течение года выиграл все возможные крупные турниры (три национальных — 
чемпионат
, 
Кубок
 и 
Суперкубок
 Испании и три международных — 
Лига чемпионов
, 
Суперкубок УЕФА
 и 
Клубный чемпионат мира
). Кроме того, «сине-гранатовые» стали единственным испанским клубом в истории, которому удалось сделать «Золотой хет-трик» (чемпионат Испании, Кубок Испании, Лига чемпионов УЕФА). В 2013 году «Барселона» была признана самым дорогим клубом мира, основываясь на трансферной стоимости футболистов.
```

Действующим рекордсменом ФК «Барселона» по количеству сыгранных матчей является Лионель Месси (778 матчей), и лучшим бомбардиром ФК «Барселона» — Лионель Месси (672 гола).
А ещё также действующим рекордсменом по количеству сыгранных матчей на клубном уровне является Лионель Месси (830 матчей), и лучшим бомбардиром на клубном уровне — Лионель Месси (695 голов).

## Трофеи

### Региональные
- Чемпионат Каталонии

-  Чемпион (23, рекорд):

- Копа Макайя (1): 1902.

- Кубок Барселоны (1): 1903.

- Чемпионат Каталонии (21): 1904/05, 1908/09, 1909/10, 1910/11, 1912/13, 1915/16, 1918/19, 1919/20, 1920/21, 1921/22, 1923/24, 1924/25, 1925/26, 1926/27, 1927/28, 1929/30, 1930/31, 1931/32, 1934/35, 1935/36, 1937/38.

- Лига Каталана
  - Чемпион (1, рекорд): 1937/38.
- Кубок Каталонии
  -  Обладатель (8, рекорд): 1991, 1993, 2000, 2004, 2005, 2007, 2013, 2014.
  -  Второе место (9): 1996, 1997, 1998, 2001, 2002, 2006, 2008, 2010, 2011.

### Национальные
- Чемпионат Испании
  -  Чемпион (27): 1929, 1944/45, 1947/48, 1948/49, 1951/52, 1952/53, 1958/59, 1959/60, 1973/74, 1984/85, 1990/91, 1991/92, 1992/93, 1993/94, 1997/98, 1998/99, 2004/05, 2005/06, 2008/09, 2009/10, 2010/11, 2012/13, 2014/15, 2015/16, 2017/18, 2018/19, 2022/23.

-  Второе место (28): 1929/30, 1945/46, 1953/54, 1954/55, 1955/56, 1961/62, 1963/64, 1966/67, 1967/68, 1970/71, 1972/73, 1975/76, 1976/77, 1977/78, 1981/82, 1985/86, 1986/87, 1988/89, 1996/97, 1999/2000, 2003/04, 2006/07, 2011/12, 2013/14, 2016/17, 2019/20, 2021/22, 2023/24

- Кубок Испании
  -  Обладатель (31, рекорд): 1909/10, 1911/12, 1912/13, 1919/20, 1921/22, 1924/25, 1925/26, 1927/28, 1941/42, 1950/51, 1951/52, 1952/53, 1956/57, 1958/59, 1962/63, 1967/68, 1970/71, 1977/78, 1980/81, 1982/83, 1987/88, 1989/90, 1996/97, 1997/98, 2008/09, 2011/12, 2014/15, 2015/16, 2016/17, 2017/18, 2020/21.

-  Второе место (11): 1918/19, 1931/32, 1935/36, 1953/54, 1973/74, 1983/84, 1985/86, 1995/96, 2010/11, 2013/14, 2018/19.

- Кубок лиги
  -  Обладатель (2, рекорд): 1983, 1986
- Суперкубок Испании
  -  Обладатель (14, рекорд): 1983, 1991, 1992, 1994, 1996, 2005, 2006, 2009, 2010, 2011, 2013, 2016, 2018, 2023

-  Второе место (11): 1985, 1988, 1990, 1993, 1997, 1998, 1999, 2012, 2015, 2017, 2021

- Кубок Эвы Дуарте (предшественник Суперкубка Испании)
  -  Обладатель (3, рекорд): 1948, 1952, 1953

-  Второе место (2): 1949, 1951

- Копа де Оро Архентина (предшественник Кубка Эвы Дуарте)
  -  Обладатель (1, рекорд): 1945

### Международные
- Кубок чемпионов / Лига чемпионов УЕФА
  -  Обладатель (5): 1992, 2006, 2009, 2011, 2015.

-  Второе место (3): 1961, 1986, 1994.

- Кубок обладателей кубков УЕФА
  -  Обладатель (4, рекорд): 1979, 1982, 1989, 1997.

-  Второе место (2): 1969, 1991.

- Кубок ярмарок
  -  Обладатель (3, рекорд): 1955/58, 1958/60, 1965/66.

-  Второе место (1): 1961/62.

- Суперфинал Кубка ярмарок
  -  Победитель (1, рекорд): 1971.
- Суперкубок УЕФА
  -  Обладатель (5, рекорд): 1992, 1997, 2009, 2011, 2015.

-  Второе место (4): 1979, 1982, 1989, 2006.

- Кубок Пиренеев
  -  Обладатель (4, рекорд): 1910, 1911, 1912, 1913.
- Латинский кубок
  -  Обладатель (2, рекорд): 1949, 1952.

### Всемирные
- Межконтинентальный кубок / Клубный чемпионат мира
  -  Обладатель (3): 2009, 2011, 2015.

-  Второе место (2): 1992, 2006.

- Малый Кубок мира
  -  Обладатель (1): 1957.

### Неофициальные
- Средиземноморский кубок
  -  Обладатель (1): 1937

## Индивидуальные рекорды игроков

### Игроки с наибольшим количеством матчей
Учитываются только официальные матчи, сыгранные на профессиональном уровне. Действующие игроки «Барселоны» выделены полужирным шрифтом.
По состоянию на 15 июля 2024 года.
| #  | Игрок           | Период    | Лига | Кубок | Еврокубки | Прочие | Всего |
| -- | --------------- | --------- | ---- | ----- | --------- | ------ | ----- |
| 1  | Лионель Месси   | 2004—2021 | 520  | 80    | 149       | 29     | 778   |
| 2  | Хави            | 1998—2015 | 505  | 70    | 173       | 19     | 767   |
| 3  | Серхио Бускетс  | 2008—2023 | 481  | 77    | 136       | 28     | 722   |
| 4  | Андрес Иньеста  | 2002—2018 | 442  | 73    | 135       | 24     | 674   |
| 5  | Жерар Пике      | 2008—2022 | 397  | 65    | 133       | 21     | 616   |
| 6  | Карлес Пуйоль   | 1999—2014 | 392  | 58    | 131       | 12     | 593   |
| 7  | Мигель Бернардо | 1973—1989 | 391  | 60    | 85        | 13     | 549   |
| 8  | Виктор Вальдес  | 2002—2014 | 387  | 12    | 118       | 18     | 535   |
| 9  | Жорди Альба     | 2012—2023 | 313  | 47    | 84        | 15     | 459   |
| 10 | Карлес Решак    | 1965—1981 | 328  | 59    | 63        | 0      | 450   |

### Голевые и прочие рекорды за ФК «Барселона»
- Наибольшее число мячей за всю историю ФК «Барселона» — 672, Лионель Месси, с 2004/2005
- Наибольшее число мячей в чемпионате Испании — 474, Лионель Месси, с 2004/2005.
- Наибольшее число мячей в одном сезоне чемпионата Испании — 50, Лионель Месси, 2011/2012.
- Наибольшее число мячей в одном матче чемпионата Испании — 7, Ладислав Кубала, против «Спортинг Хихон», 10 февраля 1952 года.
- Наибольшее число мячей в Кубке Испании — 63, Хосеп Самитьер, с 1919 по 1932 год.
- Наибольшее число мячей в одном сезоне Кубка Испании — 12, Ладислав Кубала, 1951/52.
- Наибольшее число мячей в одном матче Кубка Испании — 7, Элоджо Мартинес, против «Спортинг Хихон», 1 мая 1957 года.
- Наибольшее число мячей в Кубке Жоана Гампера — 9, Лионель Месси, с 2004/2005.
- Наибольшее число мячей в международных матчах — 137, Лионель Месси, с 2004/2005.
- Наибольшее число мячей в еврокубках — 132, Лионель Месси, с 2004/2005.
- Наибольшее число мячей в Лиге чемпионов УЕФА за всю историю ФК «Барселона» — 120, Лионель Месси, с 2004/2005.
- Наибольшее число мячей, забитых на домашнем стадионе в Лиге чемпионов УЕФА за всю историю ФК «Барселона» — 71, Лионель Месси, с 2004/2005.
- Наибольшее число мячей, забитых на групповой стадии Лиги чемпионов УЕФА за всю историю ФК «Барселона» — 71, Лионель Месси, с 2004/2005.
- Наибольшее число мячей в одном сезоне Лиги чемпионов УЕФА — 14, Лионель Месси, 2011/2012.
- Наибольшее число мячей в одном матче Лиги чемпионов УЕФА — 5, Лионель Месси, против «Байер», 7 марта 2012 года.
- Наибольшее число мячей во всех турнирах за один сезон — 73, Лионель Месси, 2011/2012.
- Наибольшее число голевых передач во всех турнирах за один сезон — 29, Лионель Месси, 2011/2012.
- Наибольшее число мячей во всех турнирах за один календарный год — 91, Лионель Месси, 2012.
- Наибольшее число мячей в Эль-Класико — 26, Лионель Месси, с 2004/2005.
- Наибольшее число голевых передач в Эль-Класико — 14, Лионель Месси, с 2004/2005.
- Наибольшее число мячей в каталонских дерби — 25, Лионель Месси, с 2004/2005.
- Наибольшее число мячей в Суперкубке Испании — 14, Лионель Месси, с 2004/2005.
- Наибольшее число мячей на Клубном чемпионате мира — 5, Лионель Месси, с 2004/2005 и Луис Суарес, с 2014/2015.
- Наибольшее число дублей за всю историю ФК «Барселона» — 140, Лионель Месси, с 2004/2005.
- Наибольшее число дублей в чемпионате Испании — 100, Лионель Месси, с 2004/2005.
- Наибольшее число хет-триков за всю историю ФК «Барселона» — 48, Лионель Месси, с 2004/2005.
- Наибольшее число хет-триков в чемпионате Испании — 36, Лионель Месси, с 2004/2005.
- Наибольшее число хет-триков в Лиге чемпионов УЕФА за всю историю ФК «Барселона» — 8, Лионель Месси, с 2004/2005.
- Наибольшее число хет-триков в течение одного сезона — 10, Лионель Месси, 2011/2012.
- Наибольшее число побед за всю историю ФК «Барселона» — 542 (Из них 307 матчей — на стадионе Камп Ноу), Лионель Месси, с 2004/2005.
- Наибольшее число побед в чемпионате Испании — 383, Лионель Месси, с 2004/2005.
- Наибольшее число побед в Кубке Испании — 55, Лионель Месси, с 2004/2005.
- Наибольшее число побед в Лиге чемпионов УЕФА за всю историю ФК «Барселона» — 91, Хави, с 1998/1999 по 2014/2015.
- Наибольшее число матчей в стартовом составе в чемпионате Испании — 464, Лионель Месси, с 2004/2005.
- Наибольшее число матчей чемпионата Испании, в которых удалось забить — 300, Лионель Месси, с 2004/2005.
- Наибольшее число матчей чемпионата Испании, в которых удалось открыть счёт — 106, Лионель Месси, с 2004/2005.
- Наибольшее число различных команд, которым удалось забить за всю историю ФК «Барселона» — 81, Лионель Месси, с 2004/2005.
- Наибольшее число различных команд в чемпионате Испании, которым удалось забить — 38, Лионель Месси, с 2004/2005.
- Наибольшее число различных команд в Лиге чемпионов УЕФА, которым удалось забить за всю историю ФК «Барселона» — 36, Лионель Месси, с 2004/2005.
- Наибольшее число различных стадионов в чемпионате Испании, на которых удалось забить — 38, Лионель Месси, с 2004/2005.
- Наибольшее число разных турниров, в которых удалось забить в течение одного календарного года — 7, Лионель Месси, 2015.
- Наибольшее число разных турниров, в которых удалось забить в течение одного сезона — 7, Лионель Месси, 2015/2016.
- Наибольшее число мячей, забитых со штрафных ударов в одном сезоне чемпионата Испании — 6, Роналдиньо, 2006/2007 и Лионель Месси (дважды): 2017/2018 и 2018/2019.
- Наибольшее число мячей, забитых со штрафных ударов в течение одного сезона — 8, Лионель Месси, 2018/2019.
- Наибольшее число мячей, забитых со штрафных ударов за всю историю ФК «Барселона» — 50, Лионель Месси, с 2004/2005 (Чемпионат Испании — 39, Лига Чемпионов УЕФА — 5, Кубок Испании — 3, Суперкубок УЕФА — 2, Суперкубок Испании — 1)
- Наибольшее число забитых пенальти за всю историю ФК «Барселона» — 82, Лионель Месси, с 2004/2005.
- Наибольшее число забитых пенальти в чемпионате Испании — 60, Лионель Месси, с 2004/2005.
- Наибольшее число забитых пенальти в Лиге чемпионов УЕФА за всю историю ФК «Барселона» — 16, Лионель Месси, с 2004/2005.
- Наибольшее число голевых передач за всю историю ФК «Барселона» — 268, Лионель Месси, с 2004/2005.
- Наибольшее число голевых передач в чемпионате Испании — 192, Лионель Месси, с 2004/2005.
- Наибольшее число голевых передач в одном сезоне чемпионата Испании — 21, Лионель Месси, 2019/2020.
- Наибольшее число голевых передач в Лиге чемпионов УЕФА за всю историю ФК «Барселона» — 36, Лионель Месси, с 2004/2005.
- Самый молодой игрок, забивший гол — Паулино Алькантара, 15 лет 4 месяца 18 дней, чемпионат Каталонии, 25 февраля 1912 года.
- Самый молодой игрок, сделавший хет-трик — Паулино Алькантара, 15 лет 4 месяца 18 дней, чемпионат Каталонии, 25 февраля 1912 года.

### Игроки с наибольшим количеством голов
Учитываются только официальные матчи, сыгранные на профессиональном уровне. Действующие игроки «Барселоны» выделены полужирным шрифтом.
| #    | Игрок           | Период    | Лига | Кубок | ЛЧ  | Прочие | Всего |
| ---- | --------------- | --------- | ---- | ----- | --- | ------ | ----- |
| 1    | Лионель Месси   | 2004—2021 | 474  | 55    | 120 | 23     | 672   |
| 2    | Сесар Родригес  | 1942—1955 | 192  | 36    | 0   | 4      | 232   |
| 3    | Луис Суарес     | 2014—2020 | 147  | 19    | 25  | 7      | 198   |
| 4    | Ладислав Кубала | 1950—1961 | 131  | 49    | 13  | 1      | 194   |
| 5    | Хосеп Самитьер  | 1919—1932 | 25   | 63    | 0   | 96     | 184   |
| 6-7  | Самюэль Это’о   | 2004—2009 | 108  | 2     | 18  | 2      | 130   |
| 6-7  | Ривалдо         | 1997—2002 | 86   | 13    | 31  | 0      | 130   |
| 8    | Мариано Мартин  | 1939—1948 | 98   | 26    | 0   | 0      | 124   |
| 9-10 | Патрик Клюйверт | 1998—2004 | 90   | 4     | 26  | 2      | 122   |
| 9-10 | Карлес Решак    | 1965—1981 | 81   | 16    | 25  | 0      | 122   |

### Лучшие бомбардиры чемпионата
| №  | Сезон   | Имя                | Голы |
| -- | ------- | ------------------ | ---- |
| 1  | 1942/43 | Мариано Мартин     | 32   |
| 2  | 1948/49 | Сесар Родригес     | 28   |
| 3  | 1964/65 | Кайетано Ре        | 25   |
| 4  | 1970/71 | Карлес Решак       | 17   |
| 5  | 1978/79 | Ханс Кранкль       | 29   |
| 6  | 1980/81 | Кини               | 20   |
| 7  | 1981/82 | Кини               | 26   |
| 8  | 1993/94 | Ромарио            | 30   |
| 9  | 1996/97 | Роналдо            | 34   |
| 10 | 2005/06 | Самюэль Это’о      | 26   |
| 11 | 2009/10 | Лионель Месси      | 34   |
| 12 | 2011/12 | Лионель Месси      | 50   |
| 13 | 2012/13 | Лионель Месси      | 46   |
| 14 | 2015/16 | Луис Суарес        | 40   |
| 15 | 2016/17 | Лионель Месси      | 37   |
| 16 | 2017/18 | Лионель Месси      | 34   |
| 17 | 2018/19 | Лионель Месси      | 36   |
| 18 | 2019/20 | Лионель Месси      | 25   |
| 19 | 2020/21 | Лионель Месси      | 30   |
| 20 | 2022/23 | Роберт Левандовски | 23   |

### Лучшие бомбардиры Кубка Испании
| № | Сезон   | Имя               | Голы |
| - | ------- | ----------------- | ---- |
| 1 | 1996/97 | Роналдо           | 6    |
| 2 | 1997/98 | Ривалдо           | 8    |
| 3 | 2010/11 | Лионель Месси     | 7    |
| 4 | 2013/14 | Лионель Месси     | 5    |
| 5 | 2014/15 | Неймар            | 7    |
| 6 | 2015/16 | Лионель Месси     | 5    |
| 6 | 2015/16 | Луис Суарес       | 5    |
| 6 | 2015/16 | Мунир Эль-Хаддади | 5    |
| 7 | 2016/17 | Лионель Месси     | 5    |

### Лучшие бомбардиры Лиги чемпионов УЕФА
| № | Сезон   | Имя           | Голы |
| - | ------- | ------------- | ---- |
| 1 | 1993/94 | Рональд Куман | 8    |
| 2 | 1999/00 | Ривалдо       | 10   |
| 3 | 2008/09 | Лионель Месси | 9    |
| 4 | 2009/10 | Лионель Месси | 8    |
| 5 | 2010/11 | Лионель Месси | 12   |
| 6 | 2011/12 | Лионель Месси | 14   |
| 7 | 2014/15 | Лионель Месси | 10   |
| 7 | 2014/15 | Неймар        | 10   |
| 8 | 2018/19 | Лионель Месси | 12   |

### Вратарские рекорды
- Список игроков «Барселоны», которые выигрывали Трофей Саморы, как лучшему вратарю Чемпионата Испании. Антони Рамальетс и Виктор Вальдес являются единственными в клубе, кто выигрывал трофей пять раз.

- Хуан Самбудио Веласко (1): 1947/48
- Антони Рамальетс (5): 1951/52, 1955/56, 1956/57, 1958/59, 1959/60
- Хосе Мануэль Песудо (1): 1965/66
- Сальвадор Садурни (3): 1968/69, 1973/74, 1974/75
- Мигель Рейна (1): 1972/73
- Педро Мария Артола (1): 1977/78
- Хавьер Урруктикоэчеа (1): 1983/84
- Андони Субисаррета (1): 1986/87
- Виктор Вальдес (5): 2004/05, 2008/09, 2009/10, 2010/11, 2011/12
- Клаудио Браво (1): 2014/15
- Марк-Андре Тер Штеген (1): 2022/23

- Длиннейшие периоды без пропущенных голов:

- Виктор Вальдес провел 896 минут без пропущенных голов во всех соревнованиях в сезоне 2011/2012 (от 22-й минуты 5 матча до 20-й минуты 12 матча). Шесть игр в Чемпионате Испании и три в Лиге чемпионов голкипер не пропускал мячи.
- Мигель Рейна провел 824 минуты без пропущенных голов в Чемпионате Испании в сезоне 1972/1973 (от 53-й минуты 14 тура до 67-й минуты 23 тура).

- Наибольшее количество «сухих» матчей:

- Виктор Вальдес сыграл 535 официальных матчей, «сухих» матчей из них было 237 (процент «сухих» матчей: 44.3%). Прежний рекорд принадлежал голкиперу Андони Субисаррете, который сыграл 410 матчей, провел 173 «сухих» матчей (или же 42.2% в процентах).

- Наибольшее количество сухих игр в сезоне:

- 33 в сезоне 2014/15, 23 из которых Браво в Лиге и 10 тер Штегеном 6 в Лиге чемпионов УЕФА и 4 в Кубке Испании.

- Наибольшее количество сухих игр вратарём в одном сезоне Ла Лиги:

- 26, Марк-Андре Тер Штеген в сезоне 2022/23.

- Вратарь с лучшим средним значением пропущенных голов в истории Барселоны:

- Виктор Вальдес в сезоне 2010/11 с 0.50 пропущенных за матчах (16 голов в 32 играх).

- Лучший старт в сезоне без пропуска голов:

- 754 минуты, Клаудио Браво в сезоне 2014/15.

## Другие индивидуальные рекорды
- Самый титулованный игрок Барселоны за всю её историю:
  - Лионель Месси — 35 титулов
- Игроки Барселоны, которые выиграли большинство трофеев чемпионата Испании:
  - Лионель Месси (10): 2004/2005, 2005/2006, 2008/2009, 2009/2010, 2010/2011, 2012/2013, 2014/2015, 2015/2016, 2017/2018, 2018/2019
- Игроки Барселоны, которые выиграли большинство трофеев Кубка Испании:
  - Лионель Месси, Серхио Бускетс, Жерар Пике (7): 2008/2009, 2011/2012, 2014/2015, 2015/2016, 2016/2017, 2017/2018, 2020/2021
- Игроки Барселоны, которые выиграли большинство трофеев Лиги чемпионов УЕФА:
  - Лионель Месси, Андрес Иньеста, Хави (4): 2005/2006, 2008/2009, 2010/2011, 2014/2015
- Вратари Барселоны, которые выигрывали Трофей Саморы, приз лучшему голкиперу Ла Лиги:
  - Виктор Вальдес (5): 2004/2005, 2008/2009, 2009/2010, 2010/2011, 2011/2012
  - Антони Рамальетс (5): 1951/1952, 1955/1956, 1956/1957, 1958/1959, 1959/1960

## Трансферы

### Рекордные уплаченные суммы
| № | Национальность | Игрок            | Откуда              | Стоимость трансфера (€ миллионов) | Год  |
| - | -------------- | ---------------- | ------------------- | --------------------------------- | ---- |
| 1 | Бразилия       | Филиппе Коутиньо | Ливерпуль           | €120m                             | 2018 |
| 2 | Франция        | Усман Дембеле    | Боруссия (Дортмунд) | €105m                             | 2017 |
| 3 | Франция        | Антуан Гризманн  | Атлетико Мадрид     | €103.2m                           | 2019 |
| 4 | Уругвай        | Луис Суарес      | Ливерпуль           | €82.3m                            | 2014 |
| 5 | Нидерланды     | Френки Де Йонг   | Аякс                | €75m                              | 2019 |

### Рекордные полученные суммы
| № | Национальность | Игрок         | Куда               | Стоимость трансфера (€ миллионов) | Год  |
| - | -------------- | ------------- | ------------------ | --------------------------------- | ---- |
| 1 | Бразилия       | Неймар        | Пари Сен-Жермен    | €222m                             | 2017 |
| 2 | Бразилия       | Артур         | Ювентус            | €70m                              | 2020 |
| 3 | Франция        | Усман Дембеле | ПСЖ                | €50.4m                            | 2023 |
| 4 | Бразилия       | Паулиньо      | Гуанчжоу Эвергранд | €50m                              | 2018 |
| 5 | Бразилия       | Малком        | Зенит              | €40m                              | 2019 |

## Индивидуальные рекорды тренеров
- Наиболее длинная тренерская карьера по количеству сезонов — 9 сезонов в период 1917 по 1924 и 1931 по 1933 года, Джек Гринвелл[3]
- Наибольшее количество трофеев: Хосеп Гвардиола, 14 трофеев из 19 возможных в период с августа 2008 по май 2012[3]